# Clypeostroma hemisphaericum
Clypeostroma hemisphaericum är en svampart som först beskrevs av Miles Joseph Berkeley, och fick sitt nu gällande namn av Theiss. & Syd. 1915. Clypeostroma hemisphaericum ingår i släktet Clypeostroma, klassen Dothideomycetes, divisionen sporsäcksvampar och riket svampar.   Inga underarter finns listade i Catalogue of Life.